# Kunstmuseum Solingen

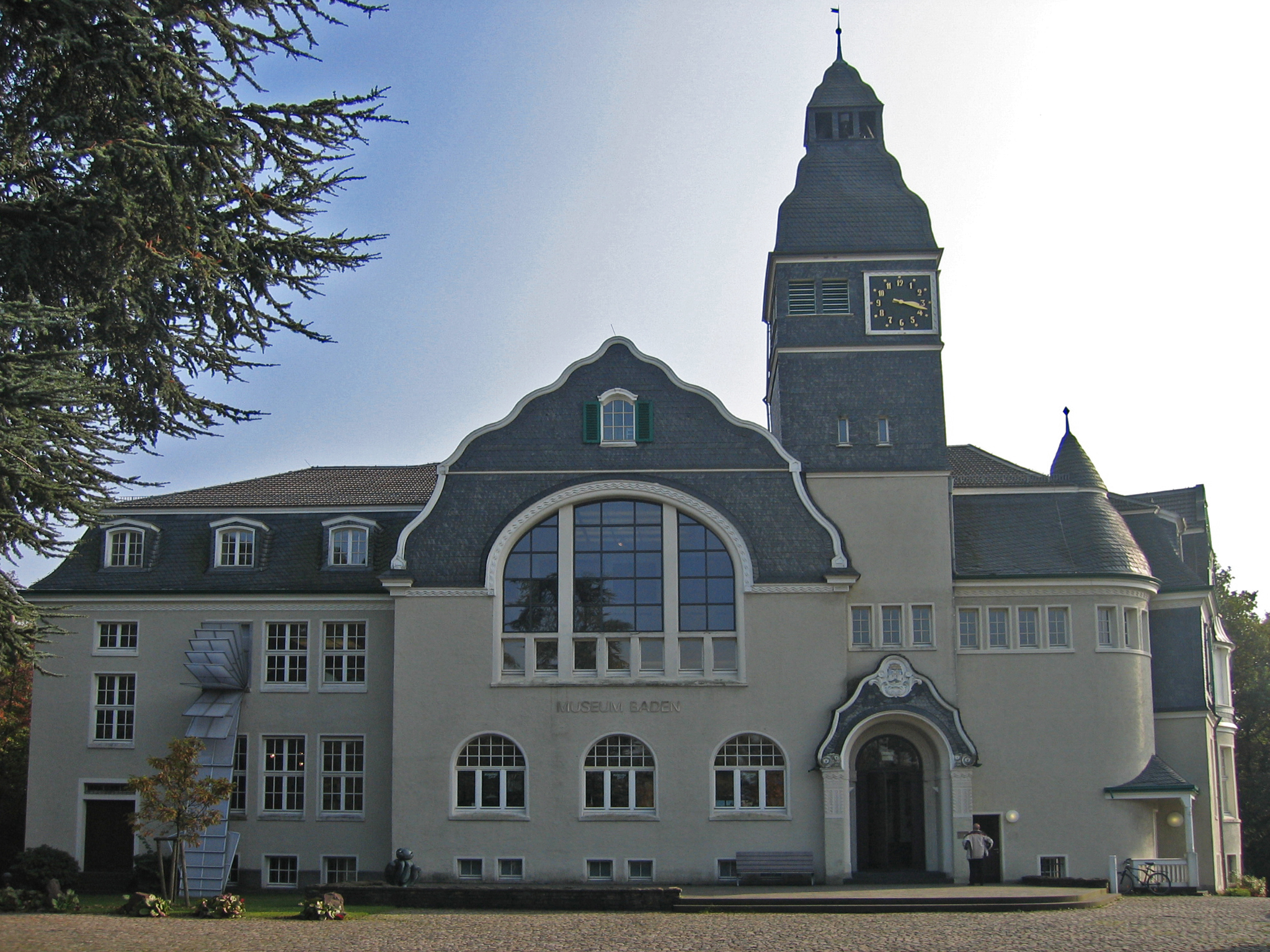
Kunstmuseum Solingen (2007)

Das Kunstmuseum Solingen, bis 2011 Museum Baden, ist ein seit 1996 bestehendes Kunstmuseum in Solingen-Gräfrath.
Unter dem Dach des Kunstmuseums Solingen befindet sich das „Zentrum für verfolgte Künste“.

## Lage
Das Kunstmuseum Solingen befindet sich im ehemaligen Rathaus von Gräfrath, einem 1907/08 erbauten Gebäude des Neubergischen Stils, sowie in dessen in den Jahren 1995 bis 1996 realisiertem, rückwärtigen Anbau. Es steht auf einer Anhöhe über dem historischen Ortskern von Gräfrath an der Bundesstraße 224.

## Geschichte
Ursprünglich war der Kunstbesitz der Stadt Solingen im Deutschen Klingenmuseum integriert und ausgestellt. Erst nach dessen Umzug 1996 in ein anderes Gebäude wurde das neue eigenständige Kunstmuseum offiziell am 27. Oktober 1996 als Museum Baden gegründet. Der Name geht auf das Stifter-Ehepaar
- Kurt Baden (26. April 1913 – 22. November 2004), Architekt und
- Ilse Baden geb. Koll (20. Dezember 1924 – 27. Juni 2012)[1]

zurück, ohne deren großes Engagement das Museum nicht hätte verwirklicht werden können. Sie stifteten finanzielle Mittel sowie Ausstellungsstücke ihrer privaten Sammlung. Außerdem gründeten sie 1974 die Bürgerstiftung Solingen 600 und nachfolgend die Bürgerstiftung Baden. Diese wiederum waren Basis des Kulturpreises der Stadt. Für ihre Leistungen wurden beide am 3. März 1995 von Johannes Rau mit dem Verdienstorden des Landes Nordrhein-Westfalen ausgezeichnet.
Seit der Eröffnung 1996 bis September 2019 leitete Rolf Jessewitsch (* 1954) das Museum.
Das Kunstmuseum Solingen bewahrt die Kunstsammlung der Stadt Solingen – rund 10.000 meist regional bezogene Kunstwerke, davon über 8.000 grafische Blätter. Von herausragender Bedeutung sind die frühen Gemälde und Grafiken des Solinger Künstlers Georg Meistermann, der zu den bedeutendsten deutschen Künstlern der Nachkriegszeit zählt. Ein weiterer Schwerpunkt des Museums liegt in der Präsentation von Gegenwartskunst. Dabei werden den Besuchern junge Ansätze zeitgenössischer Kunst geboten.
Das Kunstmuseum Solingen organisiert regelmäßig überregional beachtete Wechselausstellungen wie die „Internationale Bergische Kunstausstellung“ und gibt dazu Kataloge heraus. Seit seiner Gründung 1996 ist das Museum als (gemeinnützige) GmbH organisiert und somit ein Projekt des Public Private Partnership, denn Stiftungserträge, Sponsoring, Spenden und selbst erwirtschaftete Mittel stellen zwei Drittel der notwendigen Erträge dar.
Seit 1. Oktober 2019 ist Gisela Elbracht-Iglhaut (* 1964) Direktorin und Geschäftsführerin des Kunstmuseums Solingen.

## Städtische Kunstsammlung

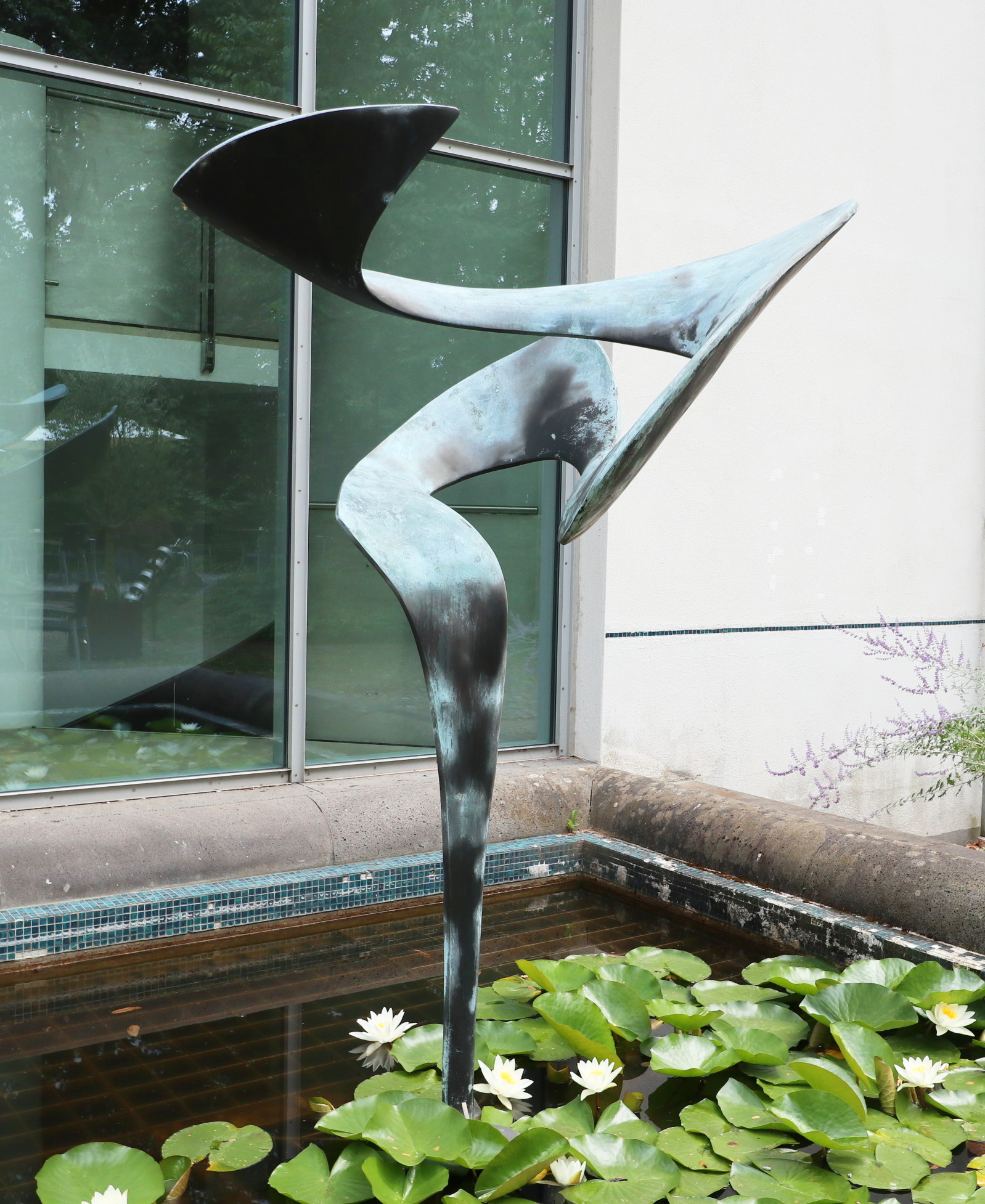
Skulptur Rauchzeichen (1974) von Max Kratz im Innenhof des Museums (Foto: 2023)

Im Besitz des Kunstmuseums ist die Städtische Kunstsammlung Solingens mit Kunst des 19. und 20. Jahrhunderts (darunter auch lokale Künstler wie August Preusse), die Sammlung Arthur Dorp (seit 1968; 29 Arbeiten des späten 19. und frühen 20. Jahrhunderts, beispielsweise von Lovis Corinth, Anselm Feuerbach, Wilhelm Leibl, Franz von Stuck, Hans Thoma, Wilhelm Trübner).
Die städtische Kunstsammlung präsentiert namhafte Künstler wie zum Beispiel:
Friedrich August de Leuw schuf in der zweiten Hälfte des 19. Jahrhunderts romantische Landschaften im Stil der „Düsseldorfer Malerschule“, und Albert Bierstadt wurde als „Kopf“ der Hudson River School der bedeutendste amerikanische Landschaftsmaler des 19. Jahrhunderts. Der ab 1891 an Akademien in Düsseldorf und Paris ausgebildete Robert Engels stellte mit der Münchener Sezession und der Neuen Münchener Künstlervereinigung aus.
Für die Zeit vor dem Zweiten Weltkrieg sind August Preusse und Ernst Walsken, Schüler von Paul Klee in Düsseldorf, und für die frühe Nachkriegszeit Willi Deutzmann, Gründungsmitglied der Gruppe „junger westen“, Erwin Bowien, Ernst Höpp, Wolfgang Meng und Jan Boomers zu nennen.
Georg Meistermann entwickelte bereits zwischen 1937 und 1941 seinen abstrahierenden Stil. Weil er damit gegen die Vorstellungen der nationalsozialistischen Ideologie verstieß, mussten diese Arbeiten im Verborgenen entstehen. Er ist einer der Künstler, die in der Nachkriegszeit den Anschluss an die internationale Moderne in Deutschland geschafft haben.
Die Eugen-Otto-Butz-Kunst-Stiftung fördert seit 1998 das Kunstmuseum. Dieser Stifter hatte durch seine Beteiligung zuvor bereits ermöglicht, das Grundstück zu erwerben und das Gebäude zu einem modernen Museum auszubauen.
Die „Stiftung Max Kratz“ brachte 134 bildhauerische Arbeiten von Max Kratz ein, der an der Folkwang-Hochschule in Essen unterrichtete und im In- und Ausland Skulpturen für den öffentlichen Raum schuf, darunter auch mehrere in Solingen und um das Museumsgebäude selbst herum, wie zum Beispiel die Skulptur Rauchzeichen von Max Kratz im Innenhof des Museums.

## Ausstellungen junger Kunst
Darüber hinaus finden aktuelle Ausstellungen junger Kunst statt, darunter die jährliche Internationale Bergische Kunstausstellung, die 1946 mit regionalen Künstlern als Bergische Kunstausstellung begründet wurde.

## „Solinger Fenstersturz“

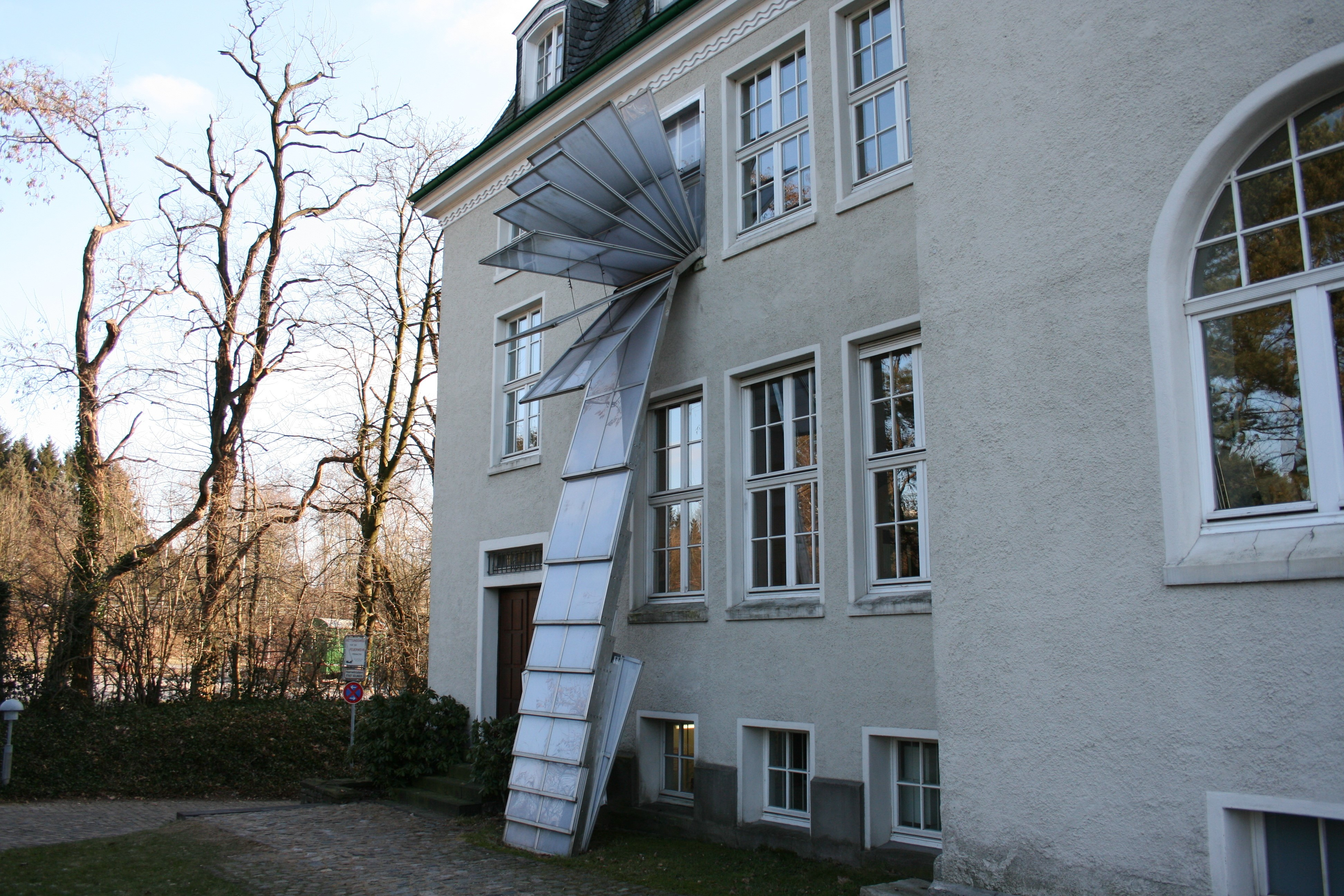
Solinger Fenstersturz (2004)

Seit dem Frühling 2004 zeigt das Kunstmuseum der Stadt Solingen eine ungewöhnliche Ansicht: Der Solinger Fenstersturz von Alfons Rudolf Scholl ändert die Perspektiven. Als der Kölner Künstler erstmals nach Solingen-Gräfrath kam, stand er vor dem Museumsgebäude von 1907 und meinte, im östlichen Bereich der Fassade fehle eine Betonung in der Architektur: „da baue ich meinen Solinger Fenstersturz hin“. Spontan hatte er die Vision einer an die Fassade gelehnten zweigeschossigen Installation. Er wusste zu diesem Zeitpunkt nicht, dass genau an dieser Stelle bis 1944 ein Erker bestand, mit dem der Architekt die Fassade ausgewogen gestaltet hatte. Bei der Behebung der Kriegsschäden wurde dieser Erker nicht wiederhergestellt.